# Kruiscorrelatie
In de signaalverwerking geeft de kruiscorrelatie aan in welke mate de golfvorm van twee signalen met onderling een eventuele verschuiving in de tijd op elkaar lijken. De kruiscorrelatie wordt ook wel glijdende inwendige product genoemd. Hij wordt veel gebruikt om in een langdurend signaal naar een kortdurend patroon te zoeken, of om van een tweede signaal na te gaan of het mogelijk een vertraagde versie is van een eerder signaal en hoe groot de vertraging is. Als er namelijk sprake is van een vertraagd signaal of als inderdaad het gezochte patroon voorkomt, zal de kruiscorrelatie bij het onderhavige tijdsverschil een maximum vertonen. Van kruiscorrelatie wordt onder meer gebruikgemaakt bij patroonherkenning, cryptoanalyse, in allerlei tomografische onderzoeken in de geneeskunde en in een lock-in-versterker.

## Definitie
Er bestaan verschillende definities van het begrip kruiscorrelatie(functie), die echter alle gebaseerd zijn op de gecumuleerde producten van de onderling verschoven signaalsterkten. De kruiscorrelatie is strikt genomen geen correlatiecoëfficiënt, maar bestaat juist uit de term daaruit die bij de meeste toepassingen relevant is. Soms spreekt men daarom wel van kruiscovariantie, een term die in de meeste gevallen beter, hoewel ook niet volledig aansluit bij het begrip covariantie.
Voor continue energiesignalen, dat wil zeggen kwadratisch integreerbare, continue functies {\displaystyle f} en {\displaystyle g}, is de kruiscorrelatie(functie) voor een tijdverschuiving {\displaystyle \tau } gedefinieerd als:
{\displaystyle R_{fg}(\tau )=(f\star g)(\tau )=\int _{-\infty }^{\infty }f^{*}(t)\ g(t+\tau )\ \mathrm {d} t}
Voor discrete energiesignalen, gegeven op equidistante tijdstippen met tijdsverschil {\displaystyle \Delta }, wordt de kruiscorrelatie(functie) op soortgelijke wijze voor een tijdverschuiving van {\displaystyle m} keer {\displaystyle \Delta } gedefinieerd als:
{\displaystyle R_{fg}[m]=(f\star g)[m]=\sum _{n=-\infty }^{\infty }f^{*}[n]\ g[n+m]}
In deze formules is {\displaystyle f^{*}} de complex geconjugeerde van {\displaystyle f}.
De kruiscorrelatiefunctie lijkt op de convolutie van twee functies, vandaar ook de als tweede vermelde manier van noteren. Terwijl bij de convolutie het signaal wordt omgekeerd, vervolgens wordt verschoven en dan met een ander signaal wordt vermenigvuldigd, wordt bij kruiscorrelatie het signaal alleen verschoven en vermenigvuldigd, dus niet omgekeerd. Het gebruikte symbool {\displaystyle \star } voor de operatie, lijkt wel veel op het teken {\displaystyle *} voor convolutie, maar is uiteraard een ander.
De kruiscorrelatie van een functie met zichzelf wordt autocorrelatie genoemd.
In de econometrie wordt vertraagde kruiscorrelatie ook wel kruis-autocorrelatie genoemd.
Hoewel kruiscorrelatie wel verwant is met het begrip correlatie uit de kansrekening en de statistiek, is het geen correlatiecoëfficiënt in de daar gebruikelijke betekenis. Een correlatiecoëfficiënt is zodanig genormeerd dat de waarde altijd tussen −1 en +1 ligt, wat bij kruiscorrelatie niet het geval is. Kruiscorrelatie is beter vergelijkbaar met het begrip covariantie, waarvan de correlatiecoëfficiënt de genormeerde waarde is.
Voor sommige andere signalen, waarvoor de bovengenoemde definitie niet toepasbaar is, kan een alternatieve definitie gegeven worden met dezelfde toepassingsmogelijkheden als de eerdere definitie.
Als voor de reëelwaardige functies {\displaystyle f} en {\displaystyle g} de in de definitie genoemde limiet bestaat, wordt voor deze functies de kruiscorrelatie(functie) voor een tijdverschuiving τ gedefinieerd als:
{\displaystyle R_{fg}(\tau )=\lim _{T\to \infty }{\frac {1}{2T}}\int _{-T}^{T}f(t)\ g(t+\tau )\ \mathrm {d} t}
Analoog wordt voor discrete functies {\displaystyle f} en {\displaystyle g} gedefinieerd:
{\displaystyle R_{fg}[m]=\lim _{N\to \infty }{\frac {1}{2N+1}}\sum _{n=-N}^{N}f[n]\ g[n+m]}
Van deze laatste twee definities bestaan allerlei gelijkwaardige varianten.

## Eigenschappen
- De kruiscorrelatie van de functies {\displaystyle f} en {\displaystyle g} is gelijk aan de convolutie van de geadjungeerde van de functie {\displaystyle f_{-}}, gedefinieerd door {\displaystyle f_{-}^{*}(t)=f(-t)} en {\displaystyle g}. Er geldt:

{\displaystyle f\star g=f_{-}^{*}*g}
- Als hetzij {\displaystyle f}, hetzij {\displaystyle g} een hermitische functie is, dat wil zeggen of {\displaystyle f^{*}(t)=f(-t)} of {\displaystyle g^{*}(t)=g(-t)}, dan is de kruiscorrelatie gelijk aan de convolutie:

{\displaystyle f\star g=f*g}
- De autocorrelatie van de kruiscorrelatie van {\displaystyle f} en {\displaystyle g} is de kruiscorrelatie van de autocorrelatie van {\displaystyle f} en van {\displaystyle g}:

{\displaystyle (f\star g)\star (f\star g)=(f\star f)\star (g\star g)}
- Voor het efficiënt berekenen van kruiscorrelaties wordt, net als bij de berekening van convoluties, samen met Fast Fourier transforms gebruikgemaakt van de volgende eigenschap, analoog aan de convolutiestelling:

{\displaystyle {\mathcal {F}}\{f\star g\}=({\mathcal {F}}\{f\})^{*}\cdot {\mathcal {F}}\{g\}}
waarin {\displaystyle {\mathcal {F}}} de fouriergetransformeerde is en de asterisk weer de complex geconjugeerde aanduidt.
- De kruiscorrelatie is gerelateerd aan de spectrale dichtheid.

## Genormeerde kruiscorrelatie
Net zoals, om goede vergelijking mogelijk te maken, de correlatiecoëfficiënt de genormeerde waarde van de covariantie berekend wordt, zo wordt ook van de kruiscorrelatie wel een genormeerde waarde berekend. De genormeerde kruiscorrelatie wordt berekend door eerst van elk signaal het gemiddelde van af te trekken en de integraal te delen door de standaardafwijkingen.
{\displaystyle {\frac {1}{\sigma _{f}\sigma _{g}}}\int (f(t)-{\overline {f}})^{*}\cdot (g(t+\tau )-{\overline {g}})\,\mathrm {d} t}
waarin {\displaystyle {\overline {f}}} het gemiddelde van {\displaystyle f} en {\displaystyle \sigma _{f}} de standaardafwijking van {\displaystyle f} zijn.

## Tijdreeksanalyse
In de tijdreeksanalyse, zoals gebruikt in de statistiek, beschrijft de kruiscorrelatie tussen twee tijdreeksen de genormeerde kruiscovariantiefunctie.
Stel dat {\displaystyle (X_{t},Y_{t})} een paar stochastische processen zijn die gezamenlijk stationair zijn. De kruiscovariantie wordt dan gegeven door:
{\displaystyle \gamma _{XY}(\tau )=\operatorname {E} [(X_{t}-\mu _{X})(Y_{t+\tau }-\mu _{Y})]},
waarin {\displaystyle \mu _{X}} en {\displaystyle \mu _{Y}} de verwachtingswaarden zijn van respectievelijk {\displaystyle X_{t}} en {\displaystyle Y_{t}}.
De kruiscorrelatiefunctie {\displaystyle \rho _{XY}} is de genormeerde kruiscovariantiefunctie
{\displaystyle \rho _{xy}(\tau )={\frac {\gamma _{XY}(\tau )}{\sigma _{X}\sigma _{Y}}}}
waarin {\displaystyle \sigma _{X}(\tau )} en {\displaystyle \sigma _{Y}(\tau )} de standaardafwijkingen van respectievelijk de processen {\displaystyle X_{t}} en {\displaystyle Y_{t}} zijn.
Merk op dat indien {\displaystyle X_{t}=Y_{t}}, de kruiscorrelatiefunctie in feite de autocorrelatiefunctie is.